# المقيطع
المقيطع هي قرية لبنانية من قرى قضاء عكار في محافظة الشمال. تقع في تجمع للقرى يسمى السهل في عكار.
المقيطع تبعد عن بيروت ما يقارب ال 100 كم 